# 少點九棘鱸
少點九棘鱸，為輻鰭魚綱鱸形目鱸亞目鮨科的其中一種，分布於紅海海域，棲息深度20-50公尺，體長可達30公分，棲息在珊瑚礁區，為底棲性魚類，屬肉食性，生活習性不明。

## 擴展閱讀
維基物種上的相關：少點九棘鱸